# 张清洋
张清洋（1957年7月—），男，中华人民共和国外交官，曾任中华人民共和国驻朱巴总领事、中华人民共和国驻伊斯坦布尔总领事和中华人民共和国驻马拉维共和国特命全权大使。

## 生平
1981年，进入中华人民共和国外交部工作，先后在驻伊朗大使馆、外交部西亚北非司、驻芝加哥总领事馆任职。2000年，任驻以色列大使馆参赞。2005年，挂职中国海洋石油总公司国际事务部副总经理。2007年，任外交部西亚北非司参赞。2008年，出任中华人民共和国驻朱巴总领事。2010年11月，出任中华人民共和国驻伊斯坦布尔总领事。2014年3月，出任中华人民共和国驻马拉维大使。2016年3月，自驻马拉维大使离任。

## 家庭
已婚，有一女。